# Halsham
Halsham är en ort och civil parish i Storbritannien.   Den ligger i kommunen East Riding of Yorkshire och riksdelen England, i den sydöstra delen av landet, 250 km norr om huvudstaden London. Halsham ligger 3 meter över havet och antalet invånare är 255.
Terrängen runt Halsham är mycket platt. Runt Halsham är det ganska tätbefolkat, med 139 invånare per kvadratkilometer. Närmaste större samhälle är Kingston upon Hull, 17,2 km väster om Halsham. Trakten runt Halsham består till största delen av jordbruksmark.